# Schleusingen
Schleusingen (pronunciación en alemán: /ˈʃlɔɪ̯zɪŋən/ⓘ) es una ciudad situada en el distrito de Hildburghausen, en el estado federado de Turingia (Alemania), a una altitud de 380 metros. Su población a finales de 2016 era de unos 5400 habitantes y su densidad poblacional, 150 hab/km².
Se encuentra ubicada a poca distancia al norte de la frontera con el estado de Baviera.